# Craibia zimmermannii
Craibia zimmermannii là một loài thực vật có hoa trong họ Đậu. Loài này được (Harms) Dunn miêu tả khoa học đầu tiên.

## Hình ảnh

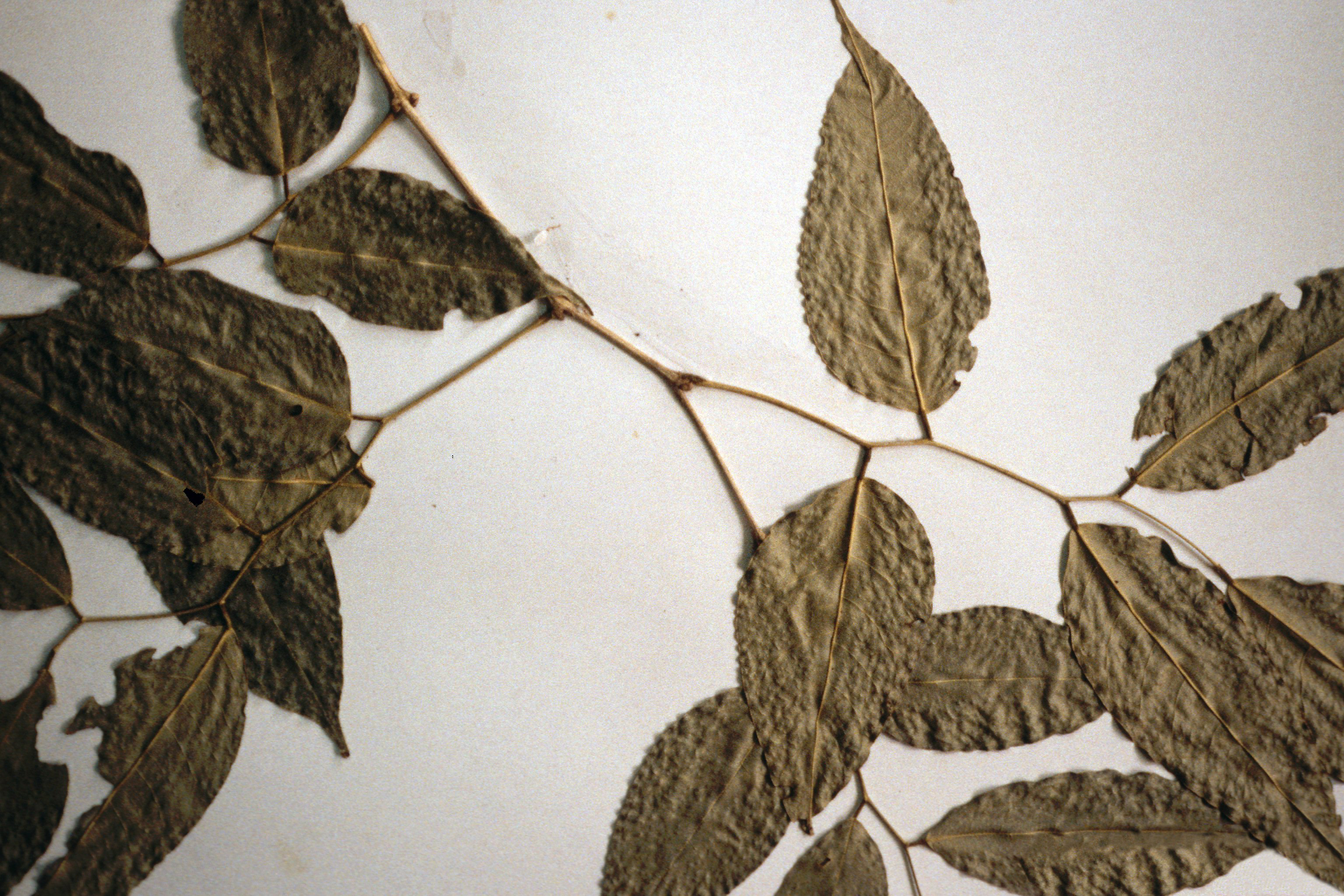